# Project Reality
 (février 2015).
Si vous disposez d'ouvrages ou d'articles de référence ou si vous connaissez des sites web de qualité traitant du thème abordé ici, merci de compléter l'article en donnant les références utiles à sa vérifiabilité et en les liant à la section « Notes et références ».
Pour la console de jeu vidéo connue sous le nom de code Project reality, voir Nintendo 64.
Project Reality (abrégé PR) est un mod gratuit pour le jeu Battlefield 2 sur PC. Il est développé par la Project Reality Development Team, qui fait par ailleurs partie de Black Sand Studios, une communauté regroupant de nombreux développeurs et testeurs de mods pour Battlefield 2, Crysis et Company of Heroes. Depuis la version 1.3 (05/2015), Project Reality est disponible en "standalone", vous n'avez plus besoin de posséder Battlefield 2 pour y jouer.

## Système de jeu
Project Reality, étant développé sur la base du moteur de Battlefield 2 (développé par Digital Illusions CE (DICE)), a pour but de créer un environnement de combat beaucoup plus réaliste que le mode de jeu standard de Battlefield 2 en accentuant le travail en équipe et la coopération. Ainsi, plusieurs aspects de Battlefield 2 (comme les propriétés physiques des armes et des véhicules) ont été modifiées pour refléter leurs homologues de la vie réelle. Aussi, Project Reality propose des batailles a 50 contre 50 dans tous les modes de jeu (hors Co-Op).
PR:BF2 est centré sur un système de "kits" spécialisés qui donnent un rôle précis a chaque joueur. Un système de réanimation spécifique a été créé ainsi qu'un système logistique basé sur des caisses de différentes tailles, nécessaires a la créations de points de réapparitions (FOB) et a l’approvisionnement en munitions & kits. Les véhicules blindés (APC, IFV, MBT) ainsi que les véhicules aériens demandent l'utilisation d'un kit spécialisé pour être opérés. 
Pour apprécier le jeu au maximum, un casque avec micro est nécessaire (et requis sur nombre de serveurs). Pour communiquer, PR:BF2 utilise une version modifiée de Mumble : PR:Mumble. L'intégration d'un mode "local" et de plusieurs "channels" de commandement permets de pouvoir toujours communiquer avec le correspondant requis. La communauté de Project Reality étant internationale, un anglais écrit/parlé est fortement recommandé.

### Modes de jeu
Project Reality propose six modes de jeu différents :
- Advance and Secure (AAS), similaire au mode conquête de Battlefield 2. L'objectif est de capturer tous les points de contrôles et d'éviter de perdre plus de tickets que l'ennemi en respectant un ordre de capture précis.
- Command and Control (CnC) est un mode plus ou moins libre : il n'y a pas de points de contrôle, l'objectif étant de construire des points de contrôle avancé (forward outpost, anciennement firebase) tout en essayant de trouver et détruire ceux de l'adversaire.
- Insurgency (Insurrection) est le mode de jeu qui diffère le plus par rapport à Battlefield 2. Il s'agit d'un mode de combats asymétriques où les forces alliées (BLUFOR) doivent détruire des caches d'armes des insurgés (OPFOR) sur différents endroits de la carte.
- Co-Operative, un mode joueurs contre ordinateurs (AI).
- Skirmish est un mode escarmouche pour 12-16 joueurs. C'est le même mode que le mode AAS sauf que la zone de combat est plus petite, il y a moins de points de contrôles et il n'y a pas de véhicules.
- Vehicle Warfare est un mode consistant en une bataille entre véhicules lourds (chars, Véhicule de transport de troupes lourds, etc.).

## Factions
Project Reality possède 27 factions dont 15 armées régulières :
- United States Marine Corps (présent dans BF2)
- Armée populaire de libération (présent dans BF2)
- Coalition du Moyen-Orient (présent dans BF2)
- United States Army
- Forces armées britanniques
- Forces armées françaises (depuis la version 1.0)
- Forces armées de la fédération de Russie (depuis la version 0.8[réf. souhaitée])
- Forces canadiennes (depuis la version 0.9[réf. souhaitée])
- Armée de défense d'Israël (depuis la version 0.9[réf. souhaitée])
- La Bundeswehr allemande (depuis la version 0.95[réf. souhaitée])
- Forces Néerlandaises (depuis la version 1.2)
- Forces Finlandaises
- Forces Norvégiennes
- Forces Polonaises (depuis la version 1.5)
- Union Africaine

et 6 mouvements d'insurrection :
- Insurgés irakiens
- Talibans
- Rebelles tchétchènes
- Hamas (depuis la version 0.9[réf. souhaitée])
- Combattants de la Résistance Africaine (ARF) (depuis la version 1.0)
- Armée Libre de Syrie (FSA)

ainsi que 6 factions historiques telles que :
- US Army (WW2) (depuis la version 1.6)
- Wehrmacht (WW2) (depuis la version 1.6)
- Fuerzas Armadas de la República Argentina (Falklands) (depuis la version 1.4)
- Royal Navy (Falklands) (depuis la version 1.4)
- USMC (Vietnam) (depuis la version 0.98)
- NVA (Vietnam) (depuis la version 0.98)

## Cartes
Project Reality propose 45 cartes différentes[Quand ?], toutes sont nouvelles par rapport à Battlefield 2, elles sont pratiquement toutes basées sur des lieux réels :
- Al Basrah
- Arctic Lion
- Asad Khal
- Assault on Mestia
- Battle for Qinling
- Battle of La Drang (Vietnam)
- Beirut
- Bijar Canyons
- Black Gold
- Bloody Gulch (WW2)
- Brecourt Assault (WW2)
- Burning Sands
- Charlies Point (Vietnam)
- Dien Duong (Vietnam)
- Dovre (+ variante Hiver)
- Dragon Fly
- Drought
- Fallujah West
- Fools Road
- Gaza Beach
- Goose Green (Falklands)
- Hades Peak
- Iron Eagle
- Iron Ridge
- Jabal al Burj
- Karbala
- Kashan Desert
- Kokan
- Korengal Valley
- Kozelsk
- Lashkar Valley
- Muttrah City
- Operation Archer
- Operation Barracuda (+ variante Vietnam)
- Operation Marlin
- Operation Overlord (WW2)
- Pavlovsk Bay
- Road to Saint (WW2)
- Qwai River
- Ramiel
- Raid at Dawn
- Saaremaa
- Sangin
- Shijia Valley
- Siege at Ochamchira
- Silent Eagle
- Tad Sae Offensive (+ variante Vietnam)
- The Falklands (Falklands)
- Ulyanovsk
- Uruzgan
- Vadso City
- Yamalia

## Project Reality:ArmA 2
Un « portage » de Project Reality pour ARMA II a été réalisé et continue à être développé, il est maintenant en version 0.15.
La dernière mise a jour de Project Reality ARMA II date du 2 mars 2013. Malgré un projet souhaitant passer le mod sur ARMA III, il est assumé à ce jour que le projet PR:ARMA a été annulé.

## ProjectReality 2
À la suite de la grande notoriété de Project Reality, les développeurs ont décidé de créer une version stand-alone du mod avec le moteur de jeu C4 Engine, propriétaire et développé par Terathon Software.
Le 21 septembre 2013, un stand-alone est annoncé sous le nom de Project Reality 2. Il tournera sous le moteur de jeu CryEngine 3.
En Octobre 2014, plusieurs dévellopeurs de Project Reality 2 quittent le projet pour rejoindre Offworld Industries, créateurs de Squad.
En Décembre 2015, [R-DEV] Ancientman a confirmé que Project Reality 2 a été annulé.

## Récompenses
- En 2008, Project Reality est récompensé par le site Mod DB du « Mod DB's Editors Choice of Best Multiplayer Mod »[7] et du « Players Choice Best Released Mod »[8].
- En 2010, Project Reality est entré dans le Mod Hall of Fame[9], un site qui regroupe les meilleures modifications de jeux vidéo créées depuis 1996.
- Également en 2010, Project Reality : ArmA 2 a été nommé « Mod DB's Player Choice Best Upcoming Modification of 2010 »[10]